# Храмов, Николай Иванович
Николай Иванович Храмов (17.10.1913, Харьков — 18.10.1950, Москва) — старший лётчик-инструктор Управления боевой подготовки фронтовой авиации ВВС Красной Армии, подполковник. Герой Советского Союза.

## Биография
Родился 17 октября 1913 года в Харькове.
В Красной Армии с 1933 года. В годы войны защищал небо Москвы. Был командиром эскадрильи. Совершил более 100 боевых вылетов.
С 1942 года на Воронежском фронте. Сбил 13 самолётов противника. Осенью 1942 года в Архангельске принимал американские самолёты «Аэрокобра». Летом 1943 года сбил ещё один самолёт.
К концу войны совершил 327 боевых вылетов, в 113 воздушных боях сбил лично 12 и в группе 3 самолёта противника.
С 1945 году изучал возможности новых реактивных самолётов. На воздушном параде в августе 1947 года Храмов продемонстрировал высший пилотаж на реактивном самолёте.
Указом Президиума Верховного Совета СССР от 23 февраля 1948 года за мужество и отвагу, проявленные в годы Великой Отечественной войны и при освоении реактивной техники, подполковнику Храмову Николаю Ивановичу присвоено звание Герой Советского Союза с вручением ордена Ленина и медали «Золотая Звезда».
Погиб 18 октября 1950 года при исполнении служебных обязанностей. Похоронен в Москве на Новодевичьем кладбище.

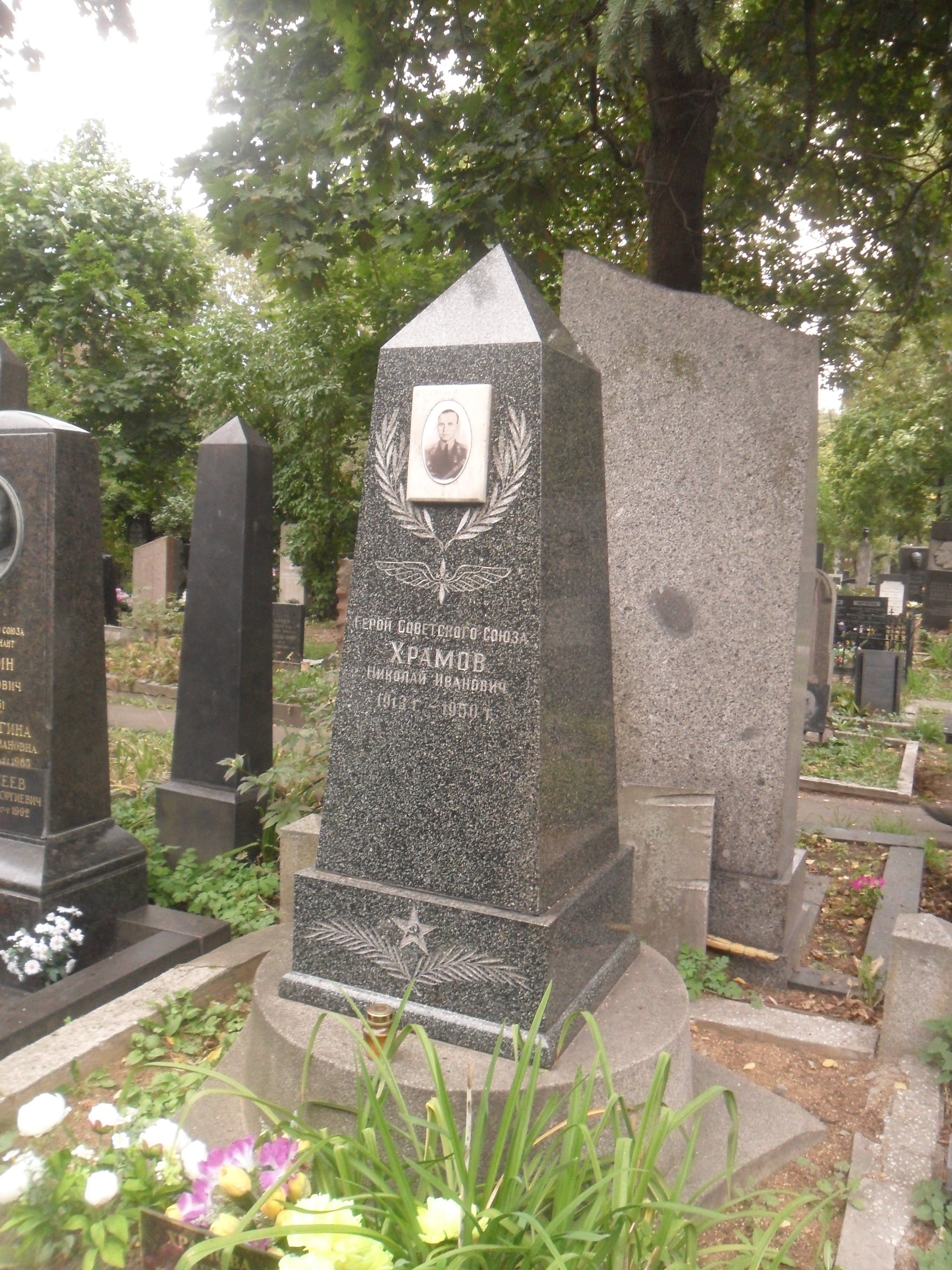
Могила Храмова на Новодевичьем кладбище Москвы

## Награды
- Герой Советского Союза
- Награждён тремя орденами Ленина, тремя орденами Красного Знамени, орденом Александра Невского, двумя орденами Красной Звезды, медалями.